# Base aérienne de Severomorsk-2
 (signalé en juin 2025).
Si vous disposez d'ouvrages ou d'articles de référence ou si vous connaissez des sites web de qualité traitant du thème abordé ici, merci de compléter l'article en donnant les références utiles à sa vérifiabilité et en les liant à la section « Notes et références ».
- Archive Wikiwix
- Bing
- Cairn
- DuckDuckGo
- E. Universalis
- Gallica
- Google
- G. Books
- G. News
- G. Scholar
- Persée
- Qwant
- (zh) Baidu
- (ru) Yandex
- (wd) trouver des œuvres sur Wikidata

Pour l’article homonyme, voir Severomorsk.
Severomorsk-2 est une base aérienne de l’aviation navale russe de la flotte du nord de la marine russe dans la région de Mourmansk, en Russie. Elle est située à Safanovo, village entre Mourmansk et Severomorsk sur la péninsule de Kola.